# ماو ني
ماو ني (بالإنجليزية: Mao Ni)‏ (1977 في الصين)؛ روائي صيني.

## روابط خارجية
- ماو ني على موقع IMDb (الإنجليزية)
- ماو ني على موقع قاعدة بيانات الفيلم (الإنجليزية)